# إليزابيث باريش
إليزابيث باريش (بالإنجليزية: Elizabeth Parrish)‏ هي ممثلة أمريكية، ولدت في القرن العشرين.

## وصلات خارجية
- إليزابيث باريش على موقع IMDb (الإنجليزية)
- إليزابيث باريش على موقع ألو سيني (الفرنسية)
- إليزابيث باريش على موقع أول موفي (الإنجليزية)
- إليزابيث باريش على موقع قاعدة بيانات برودواي على الإنترنت (الإنجليزية)
- إليزابيث باريش على موقع قاعدة بيانات الأفلام السويدية (السويدية)
- إليزابيث باريش على موقع كينوبويسك (الروسية)